# Haussez
Haussez ist eine französische Gemeinde mit 277 Einwohnern (Stand 1. Januar 2022) im Département Seine-Maritime in der Region Normandie (vor 2016 Haute-Normandie). Die Gemeinde gehört zum Arrondissement Dieppe und zum Kanton Gournay-en-Bray (bis 2015 Forges-les-Eaux). 

## Geografie
Haussez liegt etwa 55 Kilometer ostnordöstlich von Rouen. Umgeben wird Haussez von den Nachbargemeinden Saint-Michel-d’Halescourt und Grumesnil im Norden, Canny-sur-Thérain im Osten und Nordosten, Saint-Samson-la-Poterie im Osten, Villers-Vermont im Osten und Südosten, Doudeauville im Süden und Südosten, Ménerval im Süden und Südwesten, Saumont-la-Poterie im Westen sowie Pommereux im Nordwesten.

## Bevölkerungsentwicklung
| 1962                      | 1968 | 1975 | 1982 | 1990 | 1999 | 2006 | 2013 |
| 422                       | 370  | 287  | 265  | 237  | 233  | 268  | 270  |
| Quelle: Cassini und INSEE |      |      |      |      |      |      |      |

## Sehenswürdigkeiten
- Kirche Saint-Martin aus dem 12./13. Jahrhundert, Umbauten aus dem 16. und 17. Jahrhundert
- Kirche Saint-Pierre in Courcelles-Rançon

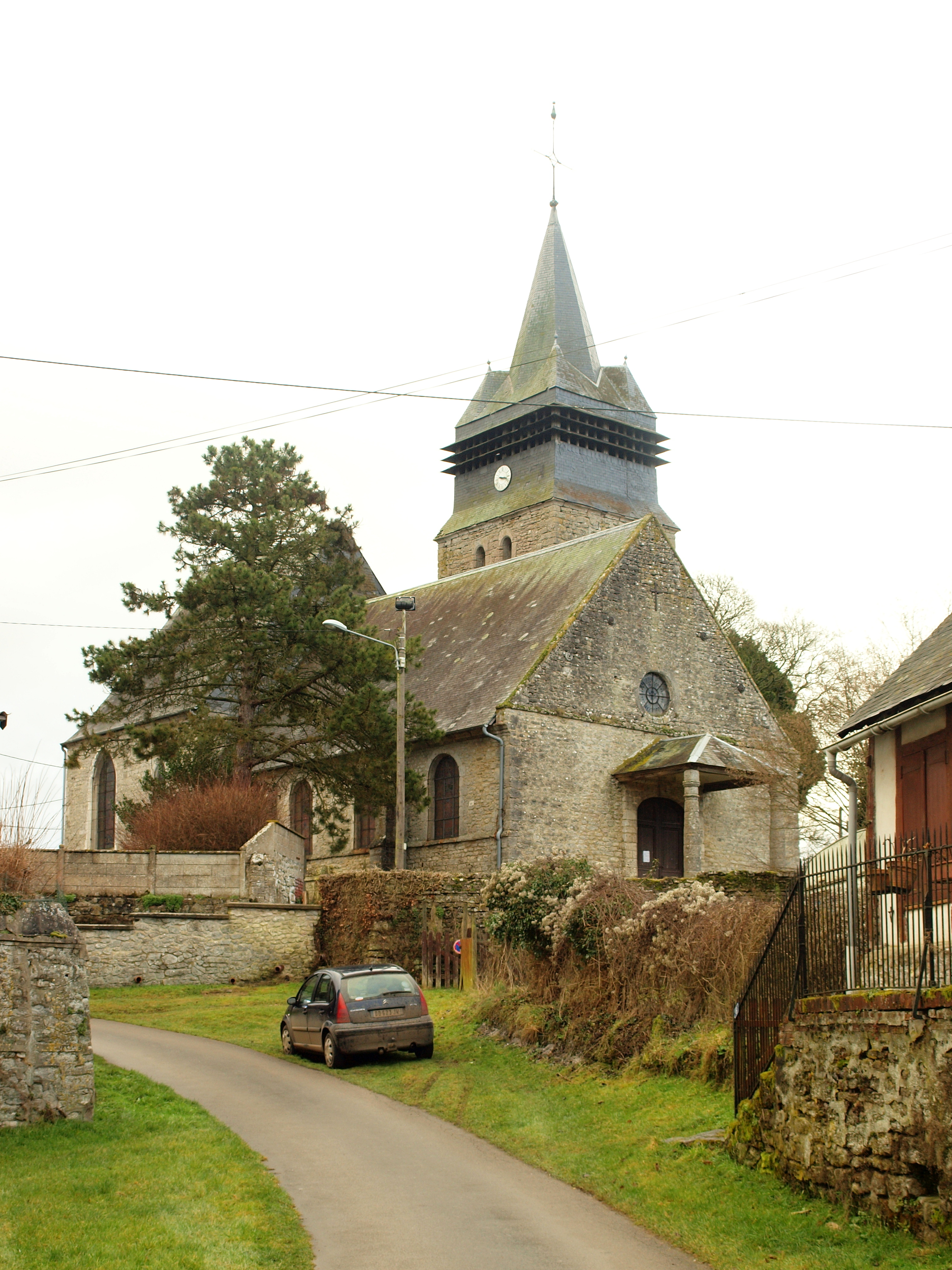
Kirche Saint-Martin